# Butjärnen (Trankils socken, Värmland, 658836-128160)
Butjärnen är en sjö i Årjängs kommun i Värmland och ingår i Göta älvs huvudavrinningsområde.